# Marc Hester
Marc Hester Hansen (28 juni 1985) is een Deens wielrenner, die zowel actief is op de baan als op de weg. Vanaf 2015 komt hij uit voor het Britse ONE Pro Cycling.
Hester werd tweede op het EK baanwielrennen voor beloften in 2005, op het onderdeel scratch. Bij de UIV Cup (onder 23) in 2005 won hij drie wedstrijden en het eindklassement.
Marc Hester reed in 2005 voor het Deense Team GLS, zat vervolgens een jaar zonder ploegen en verhuisde in 2007 naar de Nederlandse continentale ploeg Löwik Meubelen.
Samen met de Belg Iljo Keisse won hij in 2012 de Zesdaagse van Kopenhagen.

## Palmares

### Baanwielrennen
| Jaar     | NK                                 | EK       | WK       | OS       | WB       | Overig                                |
| Beloften | Beloften                           | Beloften | Beloften | Beloften | Beloften | Beloften                              |
| -------- | ---------------------------------- | -------- | -------- | -------- | -------- | ------------------------------------- |
| 2005     |                                    | scratch  |          |          |          | UIV Cup: Stuttgart Berlijn Amsterdam  |
| Elite    |                                    |          |          |          |          |                                       |
| 2003     | ploegenachtervolging               |          |          |          |          |                                       |
| 2004     | ploegkoers                         |          |          |          |          |                                       |
| 2005     | ploegkoers                         |          |          |          |          |                                       |
| 2006     |                                    |          |          |          |          |                                       |
| 2007     | ploegenachtervolging               |          |          |          |          |                                       |
| 2008     |                                    |          |          |          |          |                                       |
| 2009     | ploegkoers                         |          |          |          |          |                                       |
| 2010     | ploegkoers                         |          |          |          |          |                                       |
| 2011     | scratch · ploegkoers · puntenkoers |          |          |          |          | Feltet.dks Cup Kopenhagen: ploegkoers |
| 2012     |                                    |          |          |          |          | 6daagse Kopenhagen                    |
| 2013     |                                    |          |          |          |          |                                       |
| 2014     |                                    |          |          |          |          | Bike City Copenhagen: ploegkoers      |
| 2015     |                                    |          |          |          |          |                                       |
| 2016     | ploegkoers                         |          |          |          |          |                                       |

Atkins · Barker · Baylis · Bellis · Białobłocki · Gardias · Harper · Hester · Hunt · Mould · Opie · P.Williams · S.Williams